# Salatín (národní přírodní rezervace)
Salatín je národní přírodní rezervace v katastrálních územích obcí Partizánska Ľupča v okrese Liptovský Mikuláš, Liptovská Lúžna a Liptovská Štiavnica v okrese Ružomberok v Žilinském kraji. Chráněné území bylo vyhlášeno v roce 1982 a jeho rozloha je 1193 hektarů. Předmětem ochrany je území s pestrou geologickou stavbou, zajímavým georeliéfem, přítomností krasových tvarů reliéfu a množstvím endemických a reliktních druhů. Rezervace se částečně překrývá s národní parkem Nízké Tatry. Nejvyšším bodem území je vrchol hory Salatín (1630 metrů). Dalšími vrcholy v rezervaci jsou Malý Salatín (1444 metrů), Strapatá (1415 metrů) nebo Bohúňovo (1304 metrů).